# Romanichthys valsanicola
Genre
Espèce
Statut de conservation UICN

 CR B1ab(ii,iii)+2ab(ii,iii) : 
En danger critique
Romanichthys valsanicola, unique représentant du genre Romanichthys, est une espèce  de poissons perciformes de la famille des Percidae.

## Distribution
Cette espèce est endémique de Roumanie. Elle se rencontre dans les monts Făgăraș dans la rivière Vâlsan. Elle est éteinte des rivières Argeș et Râul Doamnei.

## Étymologie
Son nom d'espèce lui a été donné en référence au lieu de sa découverte, la Vâlsan.

## Publication originale
- Dumitrescu, Bănărescu & Stoica, 1957 : Romanichthys valsanicola nov. gen. nov. sp. (Pisces, Percidae). Travaux du Muséum d'Histoire Naturelle Grigore Antipa, vol. 1, p. 225-244.